# Itapetininga (tiểu vùng)
Itapetininga là một tiểu vùng thuộc bang São Paulo, Brasil. Tiều vùng này có diện tích 3730 km², dân số năm 2007 là 163537 người.